# Taira flavidorsalis
Taira flavidorsalis là một loài nhện trong họ Amaurobiidae.
Loài này thuộc chi Taira. Taira flavidorsalis được Takeo Yaginuma miêu tả năm 1964.